# Горски хора
„Горски хора“ е български телевизионен игрален филм (криминален, драма) от 1985 година на режисьора Павел Павлов, по сценарий на Иван Станев. Създаден е по романа на Добри Немиров „Дело №9“. Оператор е Иван Варимезов. Музиката във филма е композирана от Вили Казасян. Художник Борис Нешев 

## Сюжет
В хана на Гърбуна е убит млад търговец. Извършителите на престъплението са алчният ханджия и жена му... Дълго време убийството остава неразкрито, но следователят Гаврилов изпраща съгледвач – горски надзирател. Той се навърта постоянно около хана под предлог, че дебне бракониерите.
След време горският подразбира истината за случилото се, но между него и ханджийката пламва страстна любов...
Той наивно се предлага за виновен пред съда вместо нея, но тя е осъдена на 15 години затвор...Горският страда и не приема предложението да стопанисва хана до края на присъдата, защото вече е решил друго... 

## Актьорски състав
| Роля                                   | Изпълнител      |
| -------------------------------------- | --------------- |
| Велика (Лалева Гърбунова), ханджийката | Невена Коканова |
| Славе Николов (Славов), горския пазач  | Иван Иванов     |
| Жельо Гърбуна, ханджията               | Коста Цонев     |
| Гаврилов, следователят                 | Наум Шопов      |
| Младенов, стажант-адвокат              | Кирил Варийски  |
| Калчев, съдия                          | Андрей Чапразов |
| Начев, адвокат                         | Марин Янев      |
| Калчева                                | Домна Ганева    |
| Селвелиева                             | Катя Чукова     |
| Гаврилова                              | Катя Динева     |
| Селвелиев, прокурорът                  | Иван Янчев      |
| приятелка на Калчева                   | Петя Силянова   |
| Калчева, дъщерята                      | Адриана Петрова |
| Косатев                                | Васил Димитров  |
| Косатева                               | Соня Маркова    |
| търговецът на кожи                     | Вълчо Камарашев |
| посетител в хана                       | Антон Горчев    |